# Vitali Akhramenko
Vitali Akhramenko (em bielorrusso:  Віталь Ахраменка; 22 de novembro de  1977) é um kickboxer profissional bielorrusso (na categoria de pesos pesados), e um antigo campeão mundial de Muay Thai, treinado por Andrei Gridin. Iniciou-se em K-1 em 2001 contra Takeru.

## Títulos
- 2010 Campeão Mundial Tatneft Arena (+80 kg)
- 2004 Vice-campeão em K-1 Itália 2004 (Milão)
- 2003 Campeão no torneio para a Taça de Arbat (-93 kg)
- 2003 Campeão de Muay Thai na Bielorrússia
- 2002 Campeão de Muay Thai na Bielorrússia
- 1999 Medalha de ouro - WAKO World Kickboxing championships (thaiboxing -75kg)
- 1998 Medalha de ouro - European Open Muaythai Championships (75 kg)